# Aleksandar Čanović
Aleksandar Čanović (18 de fevereiro de 1983) é um futebolista profissional sérvio que atua como goleiro.

## Carreira
Aleksandar Čanović representou a Seleção Servo-Montenegrina de Futebol nas Olimpíadas de 2004.